# كليفتون برادي
كليفتون برادي (بالإنجليزية: Clifton Brady)‏ هو مهندس معماري أمريكي، ولد في 16 أكتوبر 1894، وتوفي في 9 يونيو 1963.